# Erich Römer
Erich Römer (født 2. juni 1894, død 26. marts 1987) var en tysk ishockeyspiller og -spiller, som deltog i vinter-OL 1928 og 1932.

## Ishockeykarriere

### OL
Römer var landstræner for Tyskland i perioden 1924-1934 i en periode, hvor ishockeytrænere i landet som regel også var trænere. Han var derfor både spiller og træner for holdet ved begge de olympiske vinterlege, han deltog i. Ved legene i 1928 i St. Moritz blev Tyskland delt nummer otte. Ved legene i 1932 i Lake Placid deltog kun fire nationer: Canada, USA, Tyskland og Polen. Holdene spillede to gange alle-mod-alle, og tyskerne tabte begge gange klart til de to nordamerikanske hold, men vandt begge kampe over Polen. Canada vandt guld, USA sølv og Tyskland dermed bronze.

### VM og EM
Römer deltog i flere VM- og EM-turneringer. De første tre VM-turneringer blev holdt fælles med OL-turneringerne i 1920-1928, men fra 1930 blev der afholdt VM hvert år (afbrudt af anden verdenskrig). Da Römers landholdsperiode, både som træner og spiller, gik fra 1924 (efter OL) til 1934, deltog han dermed i verdensmesterskabet i ishockey i 1928 samt i 1930 til og med 1934. Bedst gik det her i 1930, hvor holdet besejrede fire europæiske hold, der sikrede dem finalepladsen mod Canada, som havde direkte plads i finalen. Canada vandt kampen sikkert 6-1, så Tyskland vandt dermed VM-sølv. Da turneringen samtidig fungerede som EM for de europæiske hold, blev tyskerne dermed samtidig europamestre.
Tyskerne deltog ikke ved VM/EM 1931, men i 1932 fungerede turneringen ved OL igen som det VM-turnering (se ovenfor). Spillerne på Tysklands hold var Rudi Ball, Alfred Heinrich, Erich Herker, Gustav Jaenecke, Werner Korff, Walter Leinweber, Erich Römer, Martin Schröttle, Marquardt Slevogt og Georg Strobl. Römer spillede alle seks kampe for Tyskland i OL/VM-turneringen. Samme år blev der holdt et selvstændigt EM, hvor tyskerne blev nummer fire.
I 1933 blev tyskerne delt nummer fem i VM samt delt bronzevindere i det samtidig afholdte EM, og i Römers sidste år som aktiv på landsholdet, i 1934, kom tyskerne i VM-semifinalen, hvor de tabte til USA, der senere tabte guldkampen til Canada, men tyskerne vandt kampen om bronzen mod Schweiz, og som bedste europæiske hold blev dermed europamestre.
Römer spillede i alt 47 landskampe og scorede 6 mål.

### Klubresultater
På klubplan spillede han for Berliner SC, og med denne klub blev han tysk mester i alle årene 1928 til og med 1932 samt i 1936 og 1937.
Han spillede i 1949 som 55-årig på lavere plan og scorede et mål, der sikrede, at hans klub undgik nedrykning.
Efter at have stoppet på topplan som spiller blev Römer i 1936 international dommer i sporten. Han er optaget i tysk ishockeys hall of fame.

## OL- og VM-medaljer
- OL 1932 i  USA Lake Placid –  bronze i ishockey,  Tyskland Tyskland
- VM 1932 i  USA Lake Placid –  bronze i ishockey,  Tyskland Tyskland

## Civil karriere
I det daglige var Römer sælger og fik sit eget firma, der solgte kontormaskiner fra 1918 til 1962. Han kæmpede i første verdenskrig, hvor han blev såret to gange.